# Vertus
Vertus era una comuna francesa situada en el departamento de Marne, de la región de Gran Este, que el 1 de enero de 2018 pasó a ser una comuna delegada de la comuna nueva de Blancs-Coteaux al fusionarse con las comunas de Gionges, Oger, y Voipreux.

## Historia
Vertus era una posesión de los condes de Champaña, que residían en un castillo que poseían en la población. Esta fue desde la Edad Media un activo centro comercial.

## Demografía
| Gráfica de evolución demográfica de Vertus entre 1800 y 2015 |
|                                                              |

Los datos demográficos contemplados en este gráfico de la comuna de Vertus se han cogido de 1800 a 1999 de la página francesa EHESS/Cassini, y los demás datos de la página del INSEE.

## Monumentos
- Iglesia de San Martín. Edificada entre los siglos XI y XII. Fue arrasada por un incendio en 1167 y fue constituida en iglesia parroquial. Fue modificada en diversas ocasiones a lo largo de los siglos y tuvo que ser restaurada tras el incendio que padeció en junio de 1940.[4]
- Puerta Baudet, único resto existente del antiguo castillo de los condes de Champaña.[4]

## Personajes
El poeta Eustache Deschamps, que sirvió a los reyes Carlos V y Carlos VI, nació en Vertus.